# Hemerodromia hammanica
Hemerodromia hammanica är en tvåvingeart som beskrevs av Vaillant och Moubayed 1998. Hemerodromia hammanica ingår i släktet Hemerodromia och familjen dansflugor. Inga underarter finns listade i Catalogue of Life.